# Škoda-Kauba Sk P.14
Le Škoda-Kauba Sk P.14 était un projet d'avion militaire de la Seconde Guerre mondiale, conçu en Tchécoslovaquie par l'ingénieur aéronautique autrichien Otto Kauba.